# Socavón de San Luis
El socavón de San Luis, Provincia de Napo - Ecuador  es un fenómeno de erosión regresiva que ha afectado varias zonas en Ecuador, en particular el sector San Luis en la provincia de Napo. Este evento geológico comenzó a notarse a principios de 2020 y ha tenido un impacto significativo en infraestructuras clave como la central hidroeléctrica Coca Codo Sinclair y en las comunidades locales.

## Descripción del evento
El socavón se formó debido a la erosión regresiva del río Coca, la cual ha sido exacerbada por la alteración del flujo del río a causa de la construcción de la central hidroeléctrica Coca Codo Sinclair. A medida que la erosión avanzaba, se ha observado un crecimiento considerable del socavón, que ha alcanzado varios metros de profundidad y longitud.

## Localización
El socavón se localiza en el sector San Luis, en la provincia de Napo, Ecuador. Las coordenadas exactas son 0°07′42″S 77°36′33″O / -0.1284147, -77.6091992.

## Causas
La principal causa del socavón es la erosión regresiva del río Coca, exacerbada por la combinación de factores naturales y actividades humanas. La construcción de la central hidroeléctrica Coca Codo Sinclair ha alterado el flujo del río, contribuyendo a la erosión acelerada. Además, la deforestación y las lluvias intensas en la región han agravado el problema.

## Impacto
El impacto inmediato del socavón ha sido la evacuación de comunidades en riesgo, la pérdida de tierras agrícolas y la interrupción de servicios básicos. La comunidad de San Luis ha sido gravemente afectada, con varias familias desplazadas. Además, la erosión amenaza la operación de la central hidroeléctrica Coca Codo Sinclair, una infraestructura clave para la generación de energía en Ecuador.

## Evaluaciones Técnicas
Técnicos del Ministerio de Transporte y Obras Públicas (MTOP) han evaluado las afectaciones del socavón en el sector El Reventador. Las evaluaciones han mostrado la magnitud del daño y la necesidad de implementar medidas de mitigación urgentes para evitar mayores consecuencias.
Según el medio Plan V, la erosión en el Alto Coca ha sido comparada con un "terremoto en cámara lenta" debido a su impacto devastador y continuo en la región.

## Hechos recientes

### Cierre total de la vía El Chaco – Lago Agrio (julio de 2025)
El 2 de julio de 2025 se reportó el cierre total de la vía El Chaco – Lago Agrio en el sector de Santa Rosa, en la provincia de Napo, debido a un socavón que interrumpió completamente el paso vehicular. El ECU 911 recibió la alerta alrededor de las 11:16 y se movilizó a las instituciones competentes, incluyendo Policía Nacional, el Cuerpo de Bomberos y el Ministerio de Transporte y Obras Públicas. La afectación dejó a comunidades como San Luis sin conexión vial ni suministro eléctrico, y evidenció la fragilidad de las infraestructuras frente al avance de la erosión regresiva.

### Riesgo a la central Coca Codo Sinclair (enero de 2025)
En enero de 2025, un informe citado por Bloomberg reveló que la erosión regresiva del río Coca continuaba avanzando río arriba y podría alcanzar la toma de agua de la central hidroeléctrica Coca Codo Sinclair para el año 2026. El análisis, basado en una evaluación del Cuerpo de Ingenieros del Ejército de EE. UU., advirtió que si el fenómeno no se contiene, podría comprometer una planta que genera hasta el 30 % de la energía eléctrica del país. Este riesgo ha intensificado el debate sobre el impacto ambiental y estructural de proyectos hidroeléctricos en zonas de alta fragilidad geológica.

## Galería

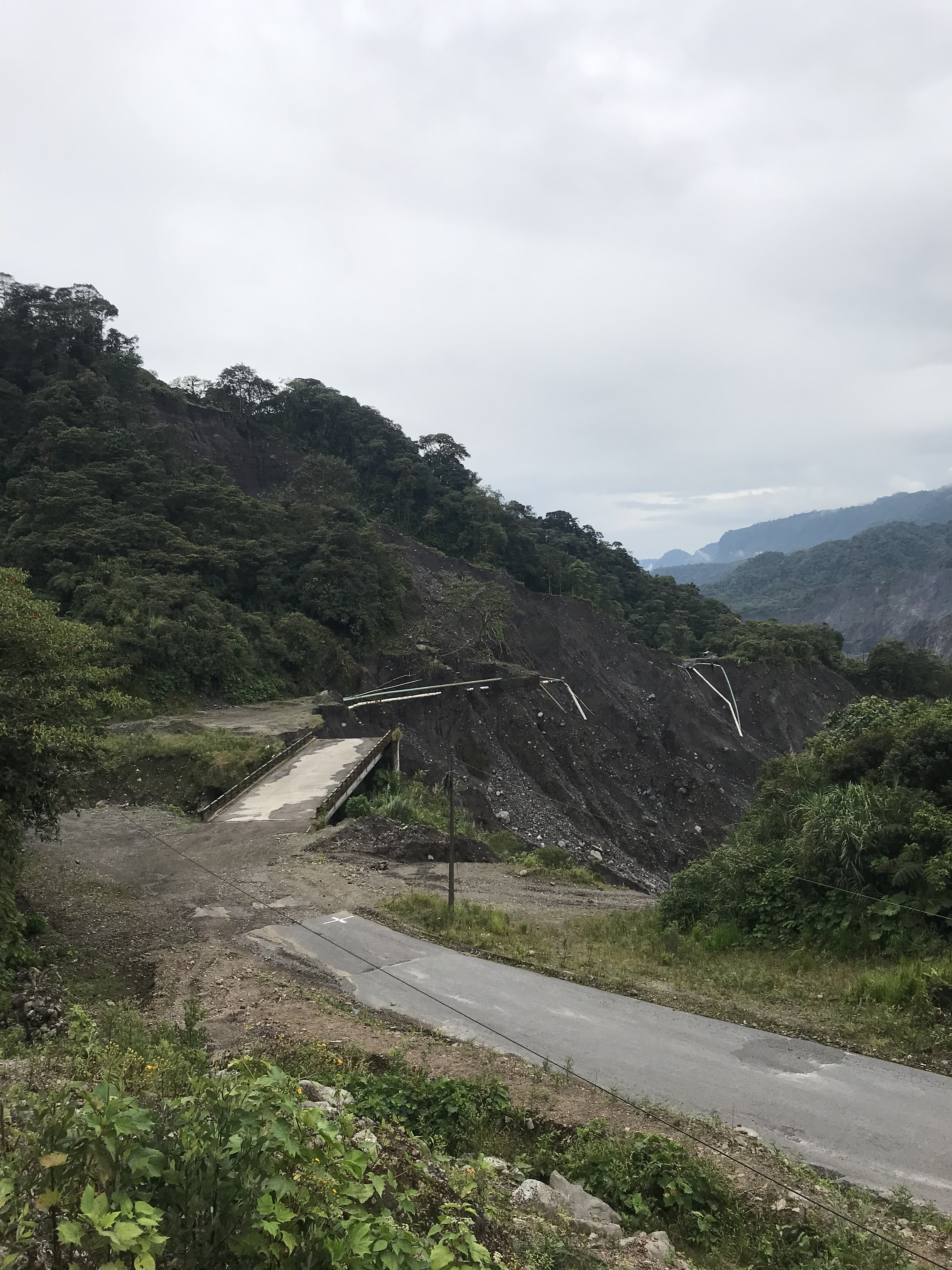
Carretera destruida por el socavón de San Luis debido a la erosión del suelo
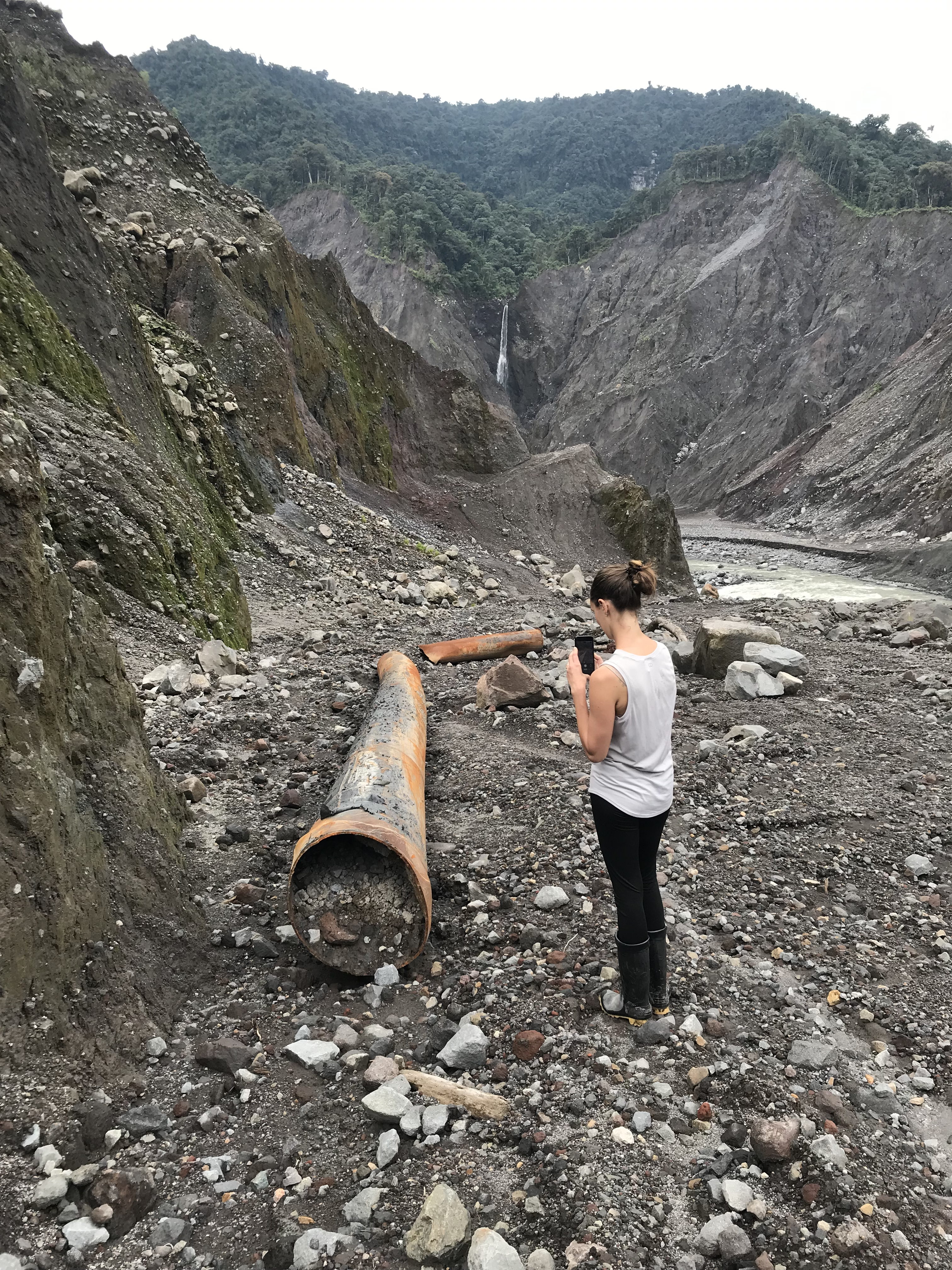
Socavón de San Luis - Tubería de petróleo destruida por la erosión del suelo
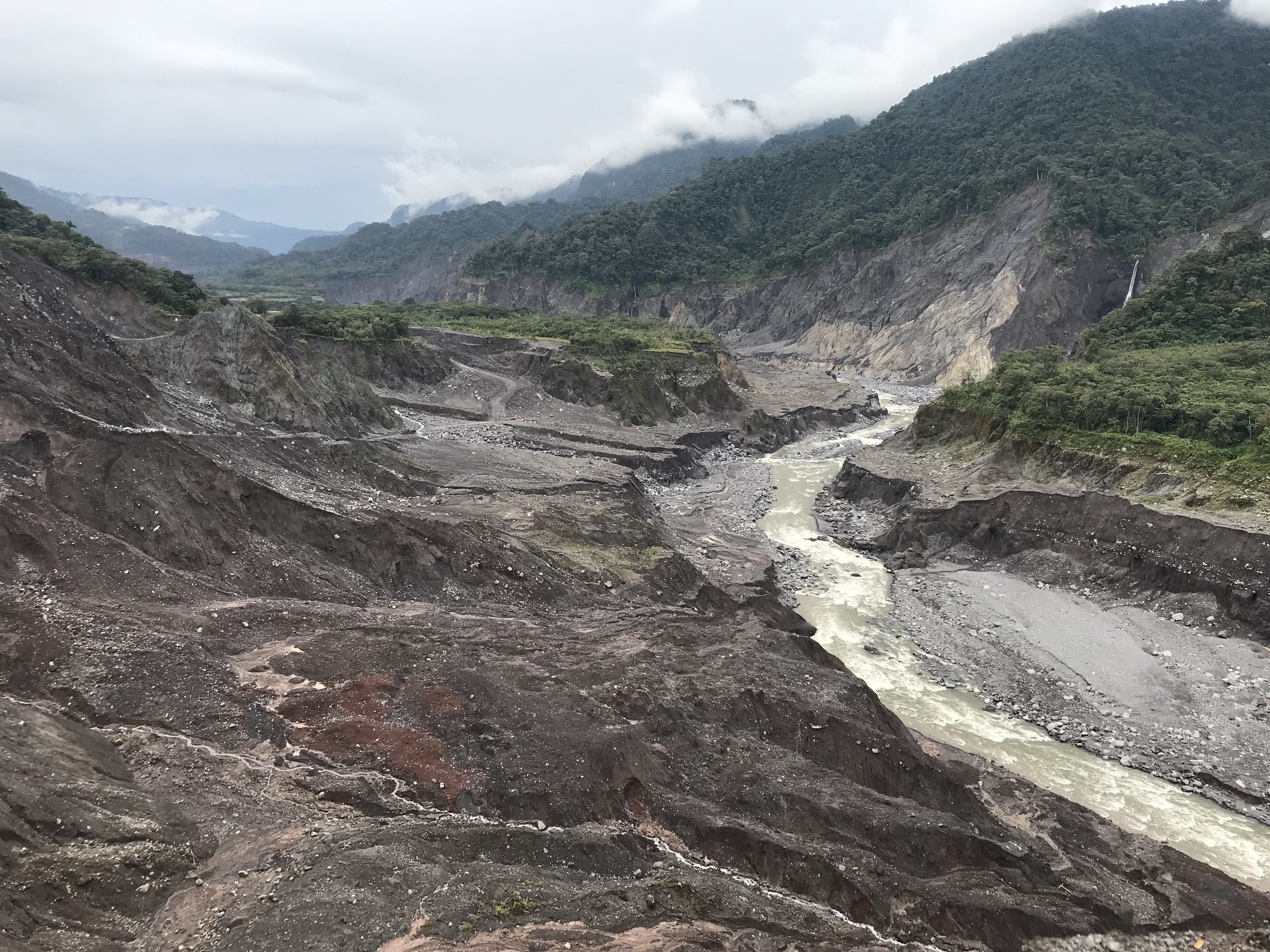
Socavón de San Luis - Foto capturada en 2022
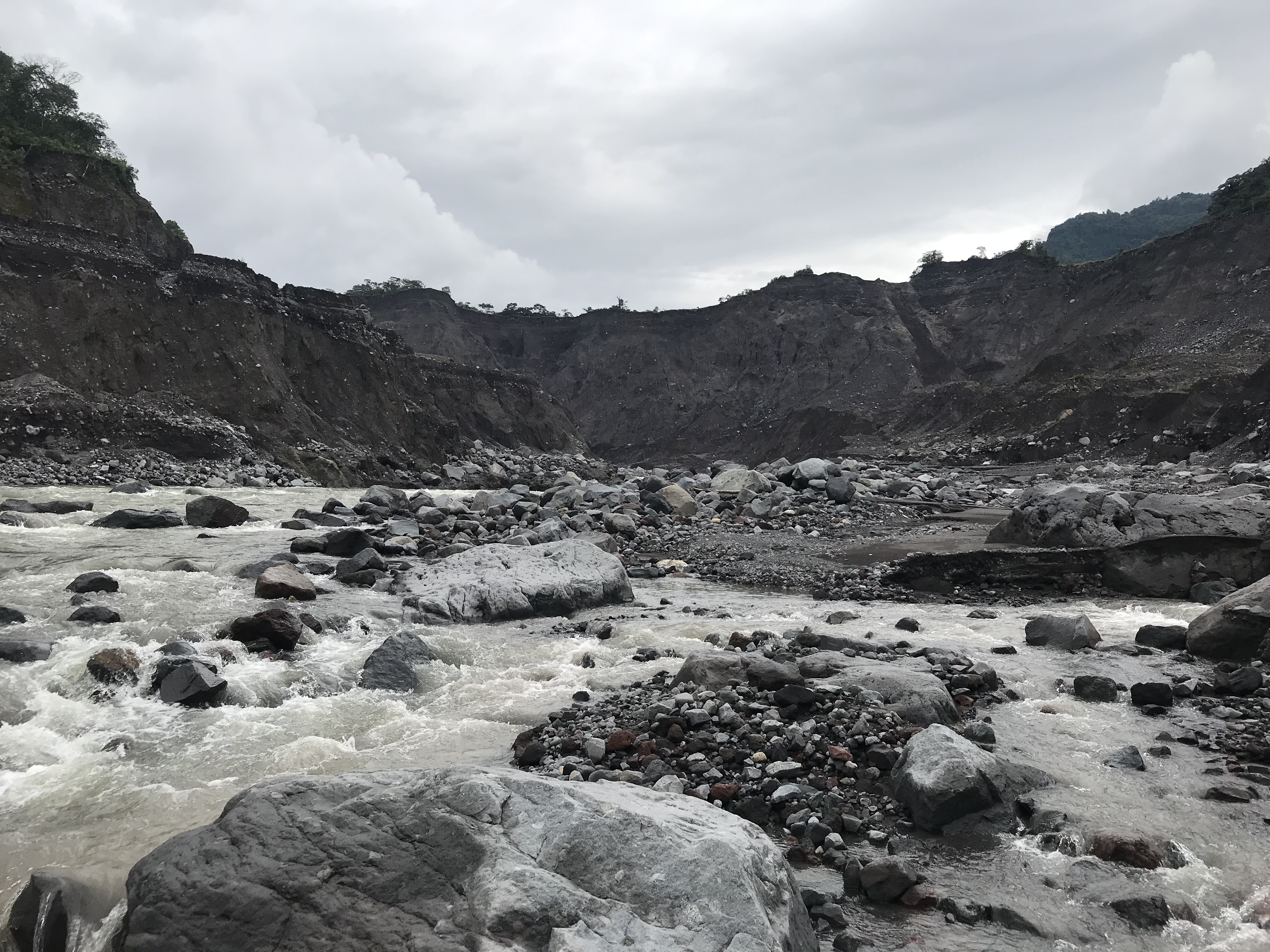
Orilla del río Coca en el socavón de San Luis
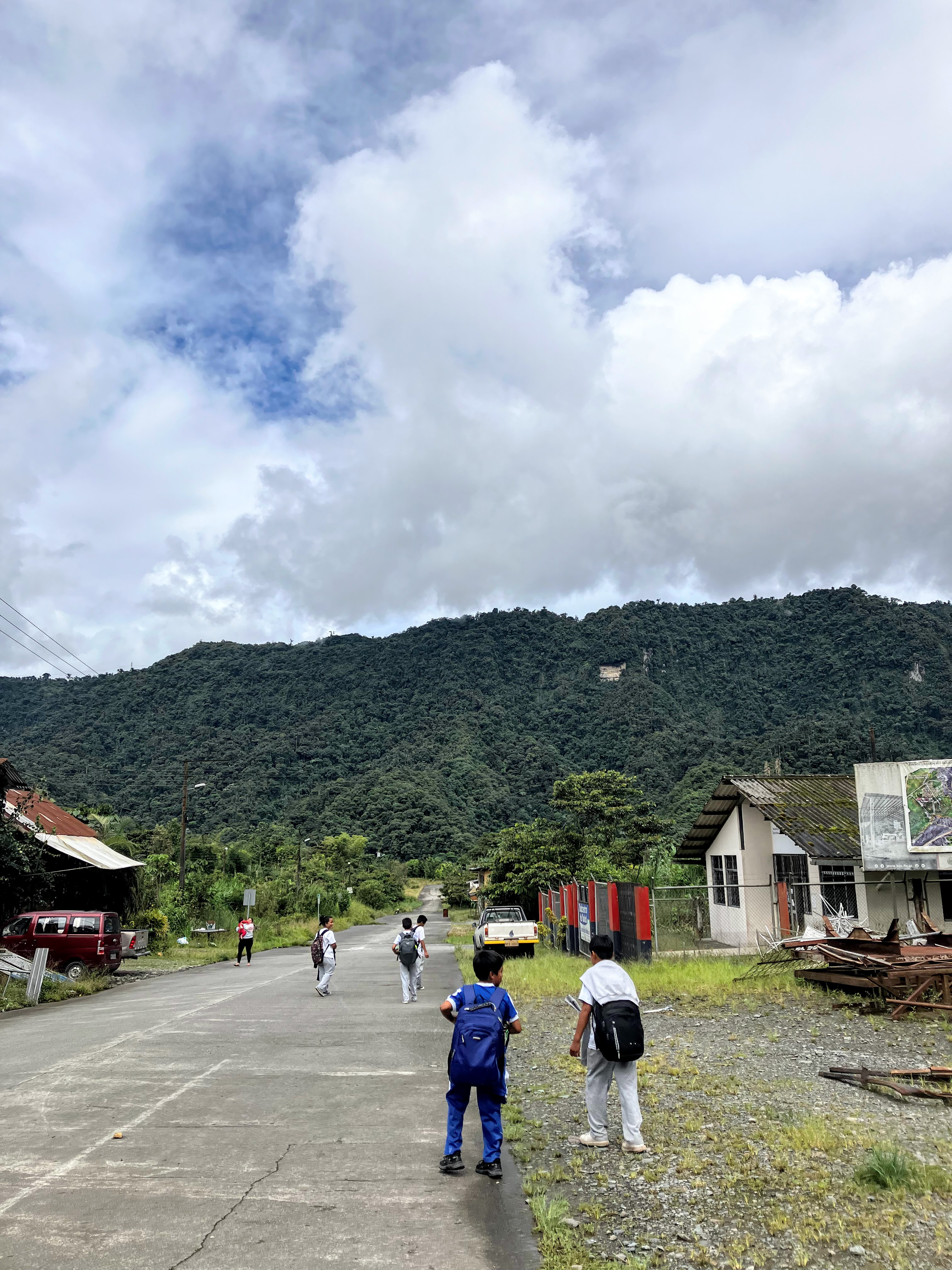
Calle principal de San Luis con niños escolares
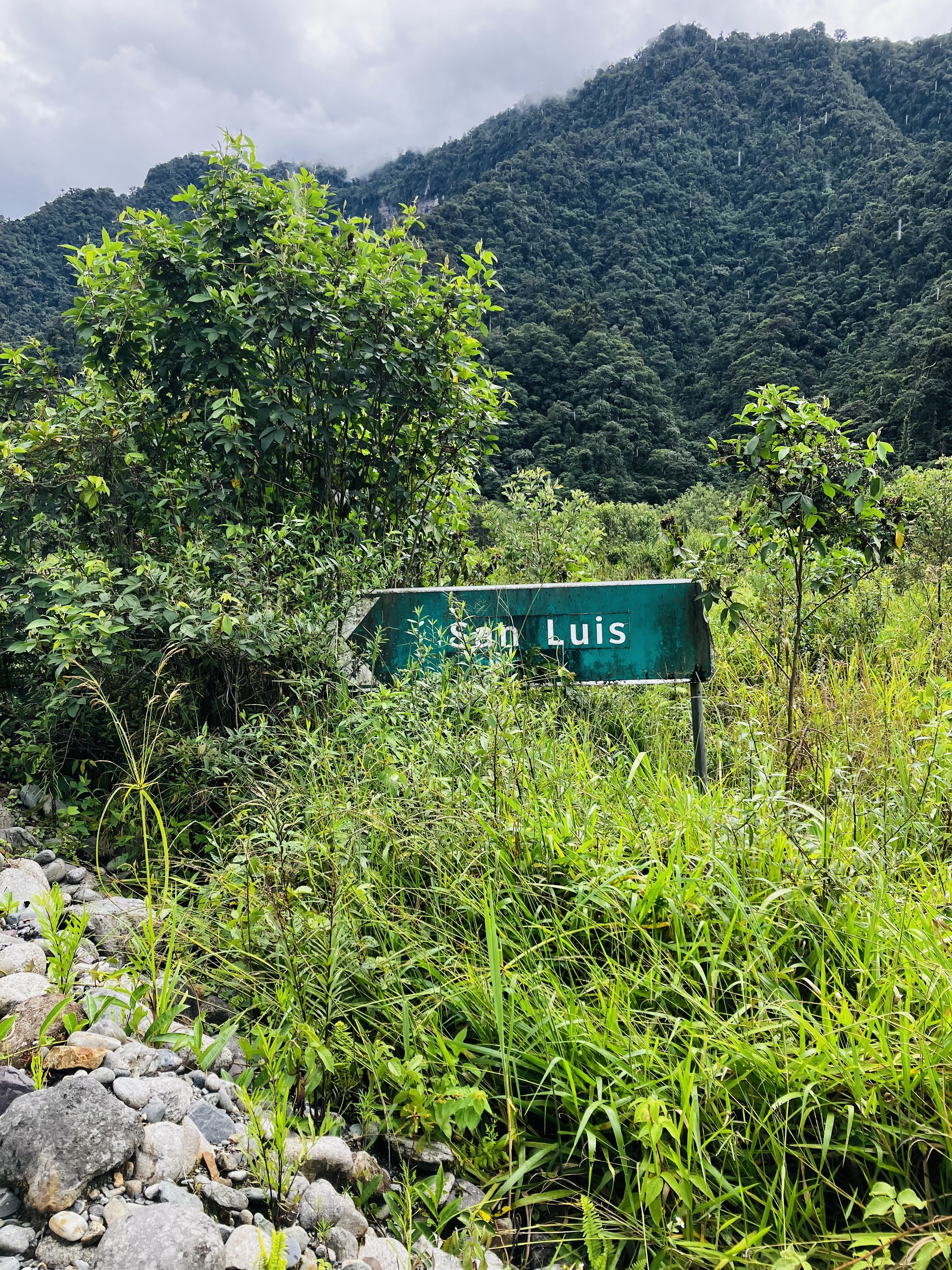
Letrero de bienvenida a San Luis abandonado debido al socavón

## Respuesta
El gobierno ecuatoriano ha tomado medidas de emergencia, incluyendo la evacuación de áreas de alto riesgo y la construcción de obras de mitigación. Se han implementado proyectos para desviar el cauce del río y estabilizar las áreas erosionadas. La respuesta de la comunidad ha sido de preocupación y adaptación, con esfuerzos locales para proteger sus hogares y medios de vida.

## Reacciones
La situación ha generado reacciones mixtas en los medios de comunicación y entre expertos. Algunos critican la falta de planificación y prevención por parte de las autoridades, mientras que otros subrayan la complejidad del fenómeno natural. Los expertos han enfatizado la necesidad de estudios geológicos y monitoreos continuos para prevenir futuros desastres.

## Prevención y Medidas Futuras
En respuesta al evento, se han propuesto cambios en las políticas de manejo de cuencas hidrográficas y construcción de infraestructura. Estudios y monitoreos geológicos continuos son esenciales para identificar áreas de riesgo y tomar medidas preventivas. Además, se están desarrollando planes de reforestación y manejo sostenible del suelo para reducir la erosión en el futuro.